# Eleições regionais na Groenlândia em 2018
As Eleições regionais na Groenlândia em 2018 realizaram-se no dia 24 de abril, para eleger os 31 deputados do Parlamento da Groenlândia (Inatsisartut). Os debates políticos foram dominados pelo tema da independência desta região autónoma da Dinamarca.

## Resultados das eleições
O partido Avante (Siumut) foi o mais votado, seguido do Partido do Povo Inuíte (Inuit Ataqatigiit). Todavia, estes dois partidos desceram drasticamente no número de votos, ao contrário dos Democratas que subiram 7%.
Kim Kielsen, líder do Avante (Siumut), iniciou negociações com todos os outros partidos, exceto o Partido da Cooperação (Suleqatigiissitsisut), visando a formação de um novo governo. Em cima da mesa estão questões como o grau de autonomia ou independência, a modernização de 3 aeroportos internacionais para aumentar o turismo, o controlo dos recursos naturais próprios (petróleo, gás, ouro, diamantes) e a posição do inglês e do dinamarquês como segunda língua da Groenlândia.
Finalmente, surgiu uma coligação conduzida por Kim Kielsen, integrando o Avante (Siumut), o Nunatta Qitornai, o Partido da Comunidade (Atassut) e o Partido Naleraq (Partit Naleraq), com apenas um lugar de vantagem em relação à oposição.

## Partidos participantes
| Partido                                    | Ideologia                          |
| ------------------------------------------ | ---------------------------------- |
| Avante Siumut                              | Social-democracia                  |
| Partido do Povo Inuíte Inuit Ataqatigiit   | Esquerda - Independentismo         |
| Democratas Demokraatit / Demokraterne      | Social-liberalismo - Autonomismo   |
| Partido Naleraq Partii Naleraq             | Centrismo                          |
| Partido da Comunidade Atassut              | Social-conservatismo - Autonomismo |
| Partido da Cooperação Suleqatigiissitsisut | Social-liberalismo - Unionismo     |
| Nunatta Qitornai                           | Independentismo                    |